# Šuveljan
Šuveljan (azerski: Şüvəlan) je naseljeno mjesto unutar Bakua, glavnoga grada Azerbajdžana. Prema popisu stanovništva iz 2011. godine Šuveljan je imao 18,100 stanovnika.

## Šport
- Şüvəlan FK

## Galerija
- Petroglifi iz Šuveljana
- Kameni idol iz Šuveljana
- Pogled na Kaspijsko jezero iz Šuveljana